# 1327
Пізнє Середньовіччя •  Реконкіста •  Ганза •  Авіньйонський полон пап •  Монгольська імперія

## Геополітична ситуація
Андронік II Палеолог є імператором Візантійської імперії (до 1328). Королем Німеччини короновано Людвіга Баварського. У Франції правитьКарл IV Красивий (до 1328).
Апеннінський півострів розділений: північ належить Священній Римській імперії, середню частину займає Папська область, південь належить Неаполітанському королівству. Деякі міста півночі: Венеція, Піза, Генуя тощо, мають статус міст-республік. Триває боротьба гвельфів та гібелінів.
Майже весь Піренейський півострів займають християнські Кастилія і Леон, Арагонське королівство та Португалія, під владою маврів залишилися тільки землі на самому півдні. Едуард III став королем Англії (до 1377), Магнус Еріксон є королем Норвегії та Швеції (до 1364), а королем Данії — Вальдемар III (до 1330), королем Польщі — Владислав I Локетек (до 1333). У Литві править князь Гедимін (до 1341).
Руські землі перебувають під владою Золотої Орди. Почалося захоплення територій сучасних України й Білорусі Литвою. Галицько-Волинське князівство очолив Юрій II Болеслав (до 1340).
Монгольська імперія займає більшу частину Азії, але вона розділена на окремі улуси, що воюють між собою. У Китаї, зокрема, править монгольська династія Юань. У Єгипті владу утримують мамлюки. Мариніди правлять у Магрибі. Делійський султанат є наймогутнішою державою Північної Індії, а на півдні Індії панують держава Хойсалів та держава Пандья. В Японії триває період Камакура.
Цивілізація мая переживає посткласичний період. Почали зароджуватися цивілізація ацтеків та інків.

## Події

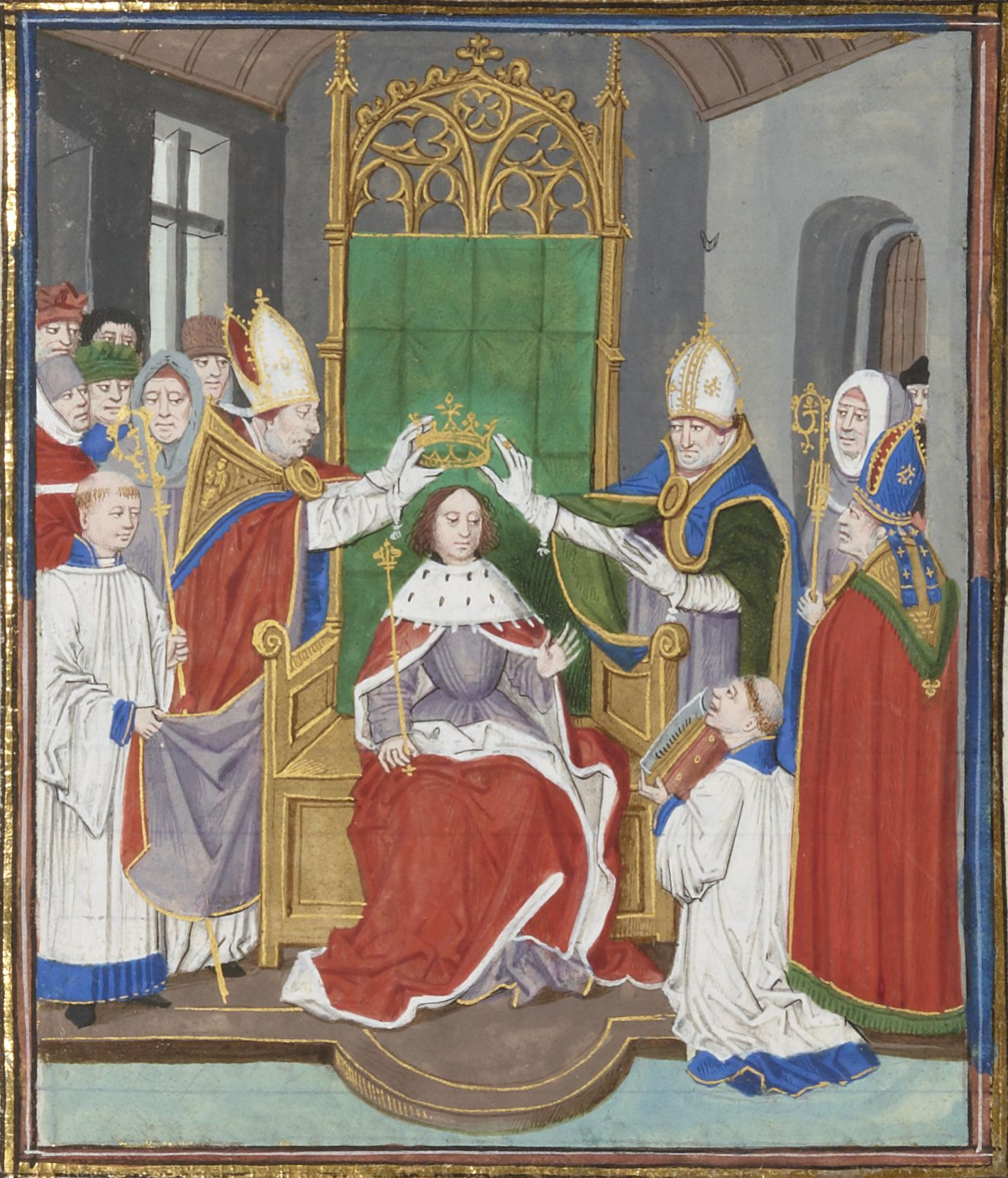
Коронація Едуарда III.

- Після вбивства у місті Твер збірників данини ординський хан Узбек послав на бунтівників 50-тисячний каральний загін на чолі з московським князем Іваном Калитою. Твер розорено. Князь Олександр Тверський утік спочатку в Псков, а потім у Литву.

### Азія
- Монголи в Китаї заборонили монастирям скуповувати землі в селян.
- У Персії до влади прийшов Абу Саїд Бахадур-хан.
- Почав правити Джаявармана IX, останній правитель Кхмерської імперії.

### Африка
- В Тімбукту збудовано Джингуеребер.

### Британія
- Короля Англії Едуарда II скинуто з трону й убито у в'язниці. На англійський престол зійшов його син Едуард ІІІ (1327—1377).
- Англійська королева Ізабелла взяла в облогу замок Кайрфіллі, що належав коханцю її чоловіка Едуарда ІІ Х'ю Деспенсеру.
- Спроба англійців підкорити Шотландію. Похід Роджера Мортімера та малолітнього Едуарда ІІІ завершився невдало.
- Шотландські війська Роберта Брюса захопили замок Норхем, висадились в Ольстері та Нортумберленді, узяли в облогу замок Варкворт. Шотландець Джеймс Дуглас, 5-й лорд Дуглас вирушив походом у Північну Англію. Едуард III застосував проти шотландців найновішу артилерійську зброю — бомбарди.
- Відновлено титул графів Лестерів.
- Англійський абат Річард Валлінгфордський описав конструкцію астрономічного годинника.

### Іспанія
- 2 листопада помер король Арагону Хайме II. На престолі його змінив Альфонс IV Арагонський (1327—1336).

### Італія
- Один з претендентів на титул короля Німеччини Людвіг IV Баварський рушив походом в Італію. Від добився коронації в Мілані й продовжив шлях до Рима з наміром стати імператором.
- Папа римський Іван XXII відлучив від церкви Марсілія Падуанського. Марсілій утік до Людвіга Баварського.
- Час дії роману Умберто Еко «Ім'я троянди».

### Кавказ
- Помер цар Імеретії Костянтин I, на престол зійшов його брат Михайло.

### Німеччина
- Монах-містик Генріх Сузо повертається до Констанцького монастира на 20 років.

### Скандинавія
- У Данії засновано місто Рьонне.

### Франція
- 6 квітня в церкві Святої Клари в Авіньйоні італійський поет Франческо Петрарка вперше зустрів Лауру. Йому було двадцять, їй — двадцять три. Вони ніколи не були разом, але Петрарка кохав Лауру все своє життя, незважаючи на її смерть 6 квітня 1348 року в Римі від чуми, а написані Петраркою сонети — листи до Лаури — вершина усієї його творчості.
- Клермон приєднано до королівського домену Франції в обмін на графство Ла Марш, що відійшло до Бурбонів. Король Франції Карл IV виміняв його в Людовіка I Бурбона за титул герцога та пера Франції.